# گهوتکی
گهوتکی (به انگلیسی: Ghotki) یک شهر در پاکستان است که در ایالت سند واقع شده‌است. گهوتکی ۷۲ متر بالاتر از سطح دریا واقع شده‌است.